# Madagascar 2: Tẩu thoát đến Phi Châu
Madagascar 2: Tẩu thoát đến Phi Châu (tựa gốc tiếng Anh: Madagascar: Escape 2 Africa) là phim điện ảnh hoạt hình hài ước 3D năm 2008 của Mỹ do hãng DreamWorks Animation sản xuất, do Tom McGrath và Eric Darnell làm đạo diễn. Nó là phim tiếp theo của phim hoạt hình năm 2005 - Madagascar và là phần trước của phim hoạt hình năm 2012 - Madagascar 3: Thần tượng châu Âu. Phim từng khởi chiếu tại Việt Nam vào ngày 28 tháng 11 năm 2008.

## Nội dung
Trong phần phim trước nếu như sư tử Alex, ngựa vằn Marty, hà mã Gloria và hươu cao cổ Melman "ẩn cư" trên hòn đảo thì phần này chúng sẽ tiếp tục trốn đi nhằm mục đích an toàn, bốn con thú đã nhờ hội chim cánh cụt thiết kế một chiếc máy bay để đến châu Phi. Trải qua bao nhiêu rắc rối cuối cùng chúng cũng đến nơi và bốn con thú nhanh chóng làm quen với nhiều con thú khác nơi đây, sư tử Alex cũng gặp lại bố mẹ mình sau nhiều năm lạc nhau. Chúng tưởng rằng đã có cuộc sống hạnh phúc từ đó nhưng thực ra rắc rối vẫn chưa dừng lại đó...

## Diễn viên lồng tiếng
- Ben Stiller - Sư tử Alex
- Chris Rock - Ngựa vằn Marty / Một con ngựa vằn khác
- David Schwimmer - Hươu cao cổ Melman
- Jada Pinkett Smith - Hà mã Gloria
- Sacha Baron Cohen - Vượn cáo Julien (Vua Julien)
- Cedric the Entertainer - Khỉ Aye-aye Maurice
- Andy Richter - Vượn cáo Mort
- Bernie Mac - Sư tử Zuba, cha của Alex
- Sherri Shepherd - Sư tử cái Florrie, mẹ của Alex
- Alec Baldwin - Sư tử Makunga
- Elisa Gabrielli - Nana
- will.i.am - Hà mã Moto Moto
- Tom McGrath - Chim cánh cụt Skipper
- Chris Miller - Chim cánh cụt Kowalski
- Christopher Knights - Chim cánh cụt Private
- John DiMaggio - Chim cánh cụt Rico
- Conrad Vernon - Mason
- Fred Tatasciore - Sư tử Teetsi
- Eric Darnell - Thầy mo Joe
- Al Roker - Phóng viên
- Stephen Kearin - Hươu cao cổ Stephen / Tê giác / Du khách cầm máy quay
- Danny Jacobs - Du khách
- Dan O'Connor - Trâu
- Stacy Ferguson - Hà mã cái
- Harland Williams - Hươu cao cổ trên đồng cỏ
- Bridget Hoffman - Du khách nữ
- Quinn Dempsey Stiller - Sư tử Alex lúc nhỏ
- Thomas Stanley - Ngựa vằn Marty lúc nhỏ
- Zachary Gordon - Hươu cao cổ Melman lúc nhỏ
- Willow Smith - Hà mã Gloria lúc nhỏ
- David P. Smith - Bobby
- Conner Rayburn - Hươu cao cổ con